# Droga wojewódzka nr 545

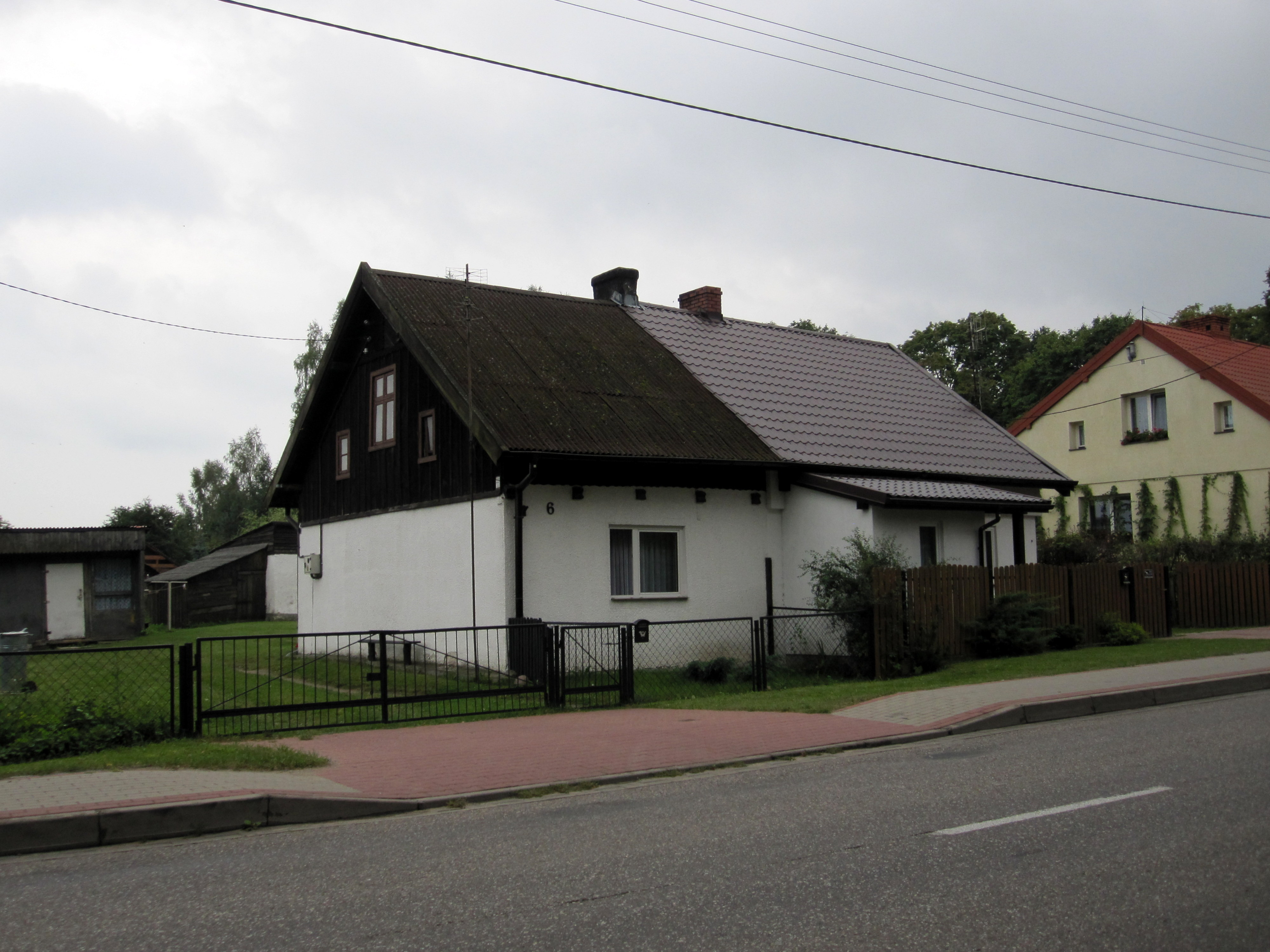
DW545 w Jedwabnie

Droga wojewódzka nr 545 (DW 545) – droga wojewódzka łącząca Jedwabno z Działdowem. Droga w całości położona jest w województwie warmińsko-mazurskim. 

## Dopuszczalny nacisk na oś
Od 13 marca 2021 roku na całej długości drogi dopuszczalny jest ruch pojazdów o nacisku pojedynczej osi do 11,5 tony z wyjątkiem określonych miejsc oznaczonych znakiem zakazu B-19.

### Do 13 marca 2021 r.
Wcześniej droga wojewódzka nr 545 była objęta ograniczeniami dopuszczalnego nacisku pojedynczej osi:
| Znak  | Dopuszczalny nacisk | Odcinek                                      |
| ----- | ------------------- | -------------------------------------------- |
| DW545 | do 10 ton           | Działdowo {{542 }} {{544 }} – Nidzica {{7 }} |
| DW545 | do 8 ton            | Nidzica – Jedwabno                           |

## Miejscowości leżące przy trasie DW 545
- Działdowo (DW 544, DW 542)
- Kozłowo
- Rozdroże (DW 538)
- Nidzica (DW 604, DK7)
- Napiwoda
- Zimna Woda
- Kot
- Jedwabno (DK58, DW 508)